# Ciwogai jezik
Ciwogai jezik (ISO 639-3: tgd; sago, tsagu), afrazijski jezik uže zapadnočadske skupine, kojim govori oko 2 000 ljudi (1995 CAPRO) u nigerijskoj državi Bauchi, LGA Ganjuwa, u selu Tsagu.
Ciwogai je srodan jeziku diri [dwa] s kojim pripada uz još osam drugih jezika podskupini B.2. sjeverni bauchi.

## Vanjske poveznice
- Ethnologue (14th)
- Ethnologue (15th)